# Colonia Valdense
Colonia Valdense è un paese dell'Uruguay, situato nel dipartimento di Colonia. La sua popolazione è di 2 876 abitanti (censimento del 1996). È gemellata con Luserna San Giovanni.

## Geografia
Si trova sulla strada nazionale 1, 121 km ad ovest di Montevideo, 67 km ad est di Colonia del Sacramento ed a meno di 10 km da Nueva Helvecia, nel mezzo di una delle zone più sviluppate del sud dell'Uruguay, nota per i suoi allevamenti ed i suoi prodotti caseari.

## Storia

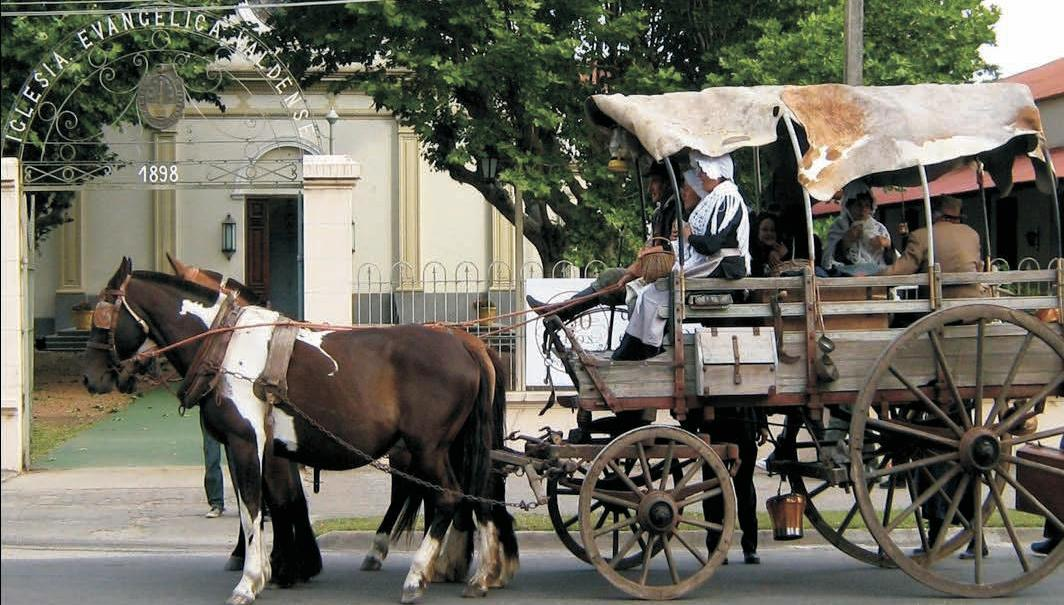
Festeggiamenti per i 150 anni dell'emigrazione valdese in Uruguay

Il paese fu fondato nel 1856 quando un gruppo di undici emigranti piemontesi, provenienti da Torre Pellice, emigrò in Uruguay alla ricerca di una vita migliore. Il nome del paese deriva dal fatto che i fondatori appartenevano alla Chiesa evangelica valdese. I primi emigranti valdesi però non si stabilirono subito nel dipartimento di Colonia: dapprima si stabilirono nel dipartimento di Florida, poi si spostarono nella zona di Rosario, dove fondarono appunto Colonia Valdense ed un paese satellite, Colonia Cosmopolita.
Da allora, continuarono ad arrivare emigranti provenienti dalle valli Valdesi, in fuga dalle misere condizioni di vita delle loro terre d'origine. L'arrivo di ulteriori emigranti portò ad un ampliamento dell'occupazione territoriale, con la fondazione di diversi altri villaggi.

## Punti di interesse

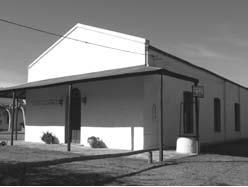
Il Museo Valdese

- Liceo Daniel Armand Ugón. Fondato nel 1888 con il nome di Liceo Evangélico Valdense, fu il secondo istituto di educazione secondaria dell'Uruguay.
- Tempio valdese, fondato nel 1898
- Museo valdese. Fondato nel 1926 per "riunire tutti gli oggetti che abbiano un significato o ricordino qualcosa degli usi e costumi dei Valdesi, così come documenti e scritti che servano per migliorare le conoscenze storiche su queste colonie, nonché ogni tipo di monete e medaglie che abbiano un qualche significato storico".
- Parco 17 febbraio. È situato sulla riva del Rio della Plata, a 14 km dal centro di Colonia Valdense. Il suo nome completo è "Parco forestale, centro per campeggio, attività ricreative e riabilitazione 17 febbraio". Il nome ricorda la promulgazione delle Lettere Patenti da parte del re Carlo Alberto il 17 febbraio 1848, atto con il quale i Valdesi del Regno di Sardegna ottennero i pieni diritti civili e politici.

## Amministrazione

### Gemellaggi
- Luserna San Giovanni, Italia